# Sergio Centi
Sergio Centi (Roma, 30 settembre 1924 – Sabaudia, 15 marzo 2002) è stato un cantante e attore italiano.

## Biografia

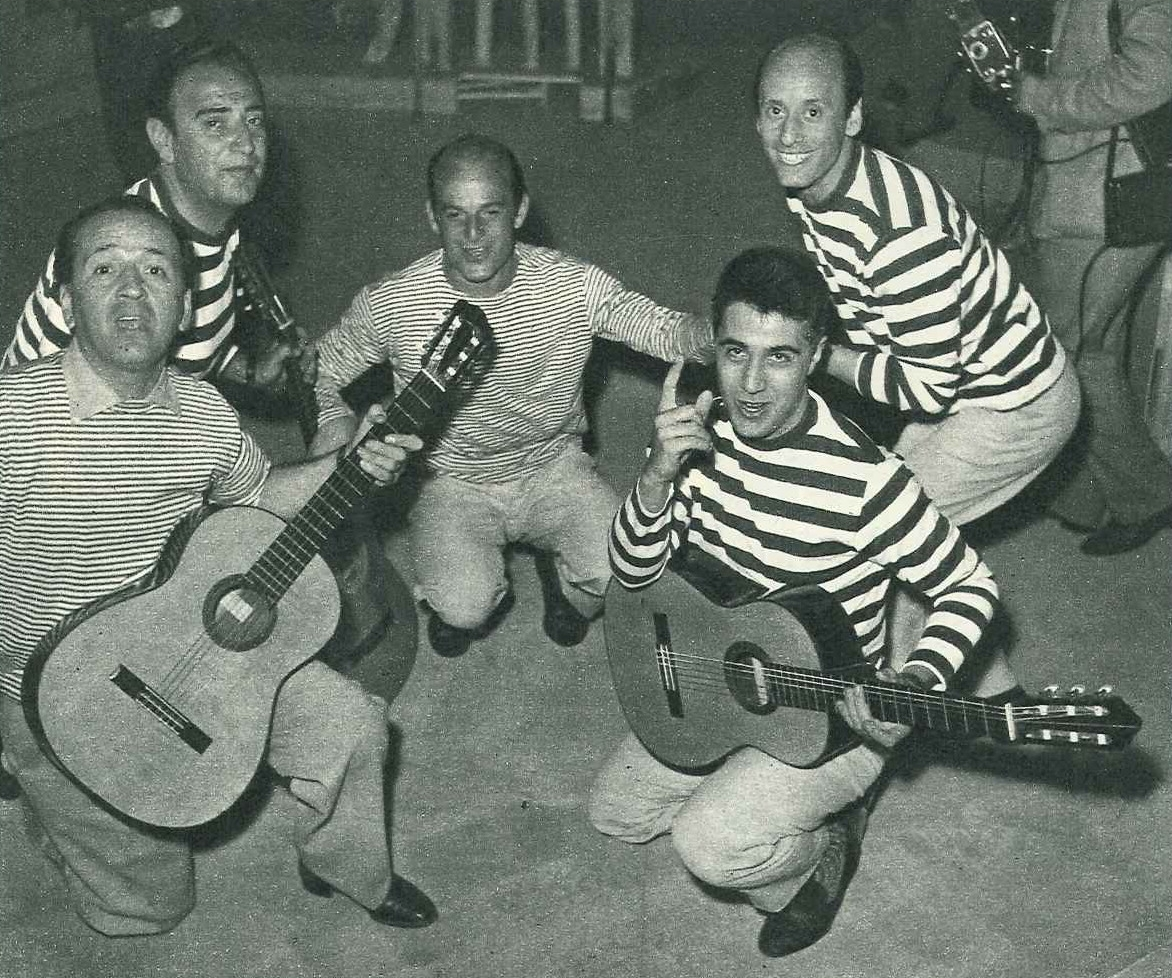
I cinque chitarristi del Festival di Napoli 1957: da sinistra, Amedeo Pariante, Ugo Calise, Armando Romeo, Fausto Cigliano e Sergio Centi

Autodidatta, inizia a cantare accompagnandosi con la chitarra alla fine degli anni '30. Nel dopoguerra diverrà molto popolare grazie a diverse apparizioni in alcune trasmissioni di Radio Roma, fra programmi di varietà e rassegne, da lui stesso presentate, sulla canzone romana e la sua storia.
Nel 1957 partecipò al Festival di Napoli, facendo il riepilogo delle canzoni che erano state cantate durante la gara, insieme agli altri chitarristi Armando Romeo, Ugo Calise, Amedeo Pariante e Fausto Cigliano.
Partecipa al Cantagiro 1962 come autore di Ad un palmo dal cielo per Luciano Tajoli, con testo di Gennaro Egidio, che si classifica al secondo posto e l'anno successivo sempre per il Cantagiro 1963 e per Luciano Tajoli compone Basta che tu sia qui su testo di Gennaro Egidio che si classifica al sesto posto.
Sul fronte discografico, di Centi è ricordata soprattutto la raccolta "Romana" (12 volumi in tutto), preziosa antologia cronologica di canzoni popolari e dialettali della Capitale che attraversa un arco di circa tre secoli, pubblicata dalla Durium.
Sergio Centi è stato anche autore di sonetti in romanesco.

## Canzoni scritte da Sergio Centi
- 1961 - Stelle di carta (testo: Tony Del Monaco - musica: Sergio Centi - canta: Tony Del Monaco)
- 1961 - Quando dal cielo (testo e musica: Sergio Centi - canta: Rosario Borelli)
- 1962 - Ad un palmo dal cielo (testo: Gennaro Egidio - musica: Sergio Centi - canta: Luciano Tajoli)
- 1963 - Basta che tu sia qui (testo: Gennaro Egidio - musica: Sergio Centi - canta: Luciano Tajoli)

## Discografia parziale

### Album
- 1956 - Canzoni romane - Prima raccolta (Durium, ms A 527)
- 1956 - Angolo di cielo (Durium, ms A 532)
- 1956 - Canzoni romane - Seconda raccolta (Durium, ms A 541)
- 1960 - Welcome To Rome (Durium, ms A 77033; con Rino Salviati)
- 1960 -  Tour of Rome (RCA Camden, LCP 34)
- 1966 - Romana - terzo volume (Durium, ms AI 77113)
- 1966 - Romana - quarto volume (Durium, ms AI 77114)
- 1966 - Romana - quinto volume (Durium, ms AI 77115)
- 1966 - Romana - sesto volume (Durium, ms AI 77116)
- 1966 - Romana - settimo volume (Durium, ms AI 77117)
- 1967 - Romana - decimo volume (Durium, ms AI 77166)
- 1967 - Romana - undicesimo volume (Durium, ms AI 77167)
- 1967 - Romana - dodicesimo volume (Durium, ms AI 77168)
- 1967 - Roma sei sempre stata casa mia (Durium, ms AI 77154)
- 1971 - Roma Roma Roma (Fonit Cetra LPQ 09062)
- 1975 - Er mejo parcoscenico der monno (Durium, mms AI 77366)

### Singoli
- 1960 - Guardame/Portame cu tte (RCA Camden, CP 48)
- 1970 - Ballata dell'isola/Incontriamoci a Giannutri (Det, DTP 60)

## Filmografia
- La ragazza di piazza San Pietro, regia di Piero Costa (1958)

## Prosa televisiva RAI
- Lo schiavo impazzito, con Franco Coop, Nino Besozzi, Gianni Agus, Lucio Rama, Esperia Sperani, Sergio Centi, Vinicio Sofia, Edoardo Toniolo, Lia Zoppelli, Wandisa Guida, Adriana Parrella, Armando Francioli, Gabriella Andreini, regia di Mario Lanfranchi, trasmessa il 11 novembre 1960.